# Jagged Alliance
Jagged Alliance (kurz JA) ist eine 1995 gestartete Computerspiel-Reihe von rundenbasierten Strategiespielen mit Rollenspiel-Elementen. Schöpfer war das kleine kanadische Softwarestudio Sir-Tech, das durch die Rollenspielreihe Wizardry bekannt wurde. Entwickelt wurden die Spiele für den PC, wobei die ersten beiden Teile unter MS-DOS und alle weiteren unter Windows mit DirectX laufen. Jagged Alliance 2 ist der einzige kommerziell auf Linux portierte Teil der Reihe, mit der späteren JA2-Quellcodefreigabe ist es nun auch für weitere Plattformen verfügbar. Alle Spiele der Serie sind auch in deutscher Synchronisation erschienen.

## Spielprinzip
Das Hauptaugenmerk liegt in allen Spielen der Reihe auf der Steuerung kleiner Söldnertrupps, die eine Hauptmission zu erfüllen haben, wie beispielsweise die Befreiung eines Landes von seinem bösen Diktator. Die Landkarten sind dabei in kleine Sektoren eingeteilt, von denen viele von feindlichen Soldatentrupps besetzt sind. Neben dem Erobern der einzelnen Sektoren gilt es oft auch noch zahlreiche kleinere Aufgaben, sogenannte Quests, zu erfüllen.
Die Steuerung der Söldner lässt sich in zwei Modi unterteilen: Auf der Übersichtskarte legt der Spieler fest, in welchen Sektor die Söldner gehen und welchen Weg sie dafür nehmen. Betreten sie dann einen von feindlichen Truppen kontrollierten Sektor, so schaltet das Spiel in den Gefechtsmodus mit einer detaillierten, isometrischen Ansicht des Sektors.
Kämpfe innerhalb eines Sektors werden rundenbasiert ausgetragen. Es ziehen abwechselnd alle Söldner des Spielers, alle Soldaten des Computers und gegebenenfalls Drittpartei-Figuren wie zum Beispiel Einwohner, Milizen oder wilde Tiere. Jeder Figur stehen dabei eine gewisse Anzahl Aktionspunkte zur Verfügung, die von ihren Fertigkeiten und dem Grad der Erschöpfung abhängt. Jede ausgeführte Aktion wie beispielsweise Schießen, Laufen, Niederknien oder das Öffnen von Türen verbraucht eine bestimmte Anzahl dieser Punkte.
Das rundenbasierte Taktikkampfsystem im Gefechtsmodus gilt als eines der Besten, die taktische Tiefe und die praktische Spielbarkeit, insbesondere beim zweiten Teil der Serie, ließ es zu einer Messlatte für Rundenbasierte Strategiespiele werden.

## Charaktere
Der Spieler kann sich seine Söldnertruppe selbst zusammenstellen. Die Spiele bieten eine Vielzahl unterschiedlicher Charaktere mit verschiedenen Persönlichkeiten und zum Teil recht eigenwilligen Charakterzügen zur Auswahl. Zusätzlich ist jeder Söldner mit einer anderen Stimme synchronisiert. Viele der Charaktere haben auch eine irgendwie geartete Beziehung zu einigen anderen Charakteren, sei es, dass sie gerne zusammenarbeiten, die Zusammenarbeit verweigern oder Sympathiebekundungen zum Besten geben.
Eine große Zahl der Charaktere ist in mehreren Spielen vertreten. Sie wurden dabei jedoch nicht eins zu eins in das nächste Spiel übernommen, sondern zeigen verschiedenste Weiterentwicklungen. Diese drücken sich aus in einem höheren Alter und damit einhergehend einem veränderten Aussehen, in Veränderungen der Fähigkeiten oder einfach nur darin, neue Sprüche oder eine neue Sprache gelernt zu haben. Einige der Charaktere haben sich so zu einem Markenzeichen entwickelt, wie beispielsweise der Russe Ivan Dolvich, der im ersten Teil – sowohl in der englischen als auch in der deutschen Spielversion – ausschließlich Russisch spricht, in späteren Teilen aber gebrochenes Englisch. Aufgrund dieser detailreichen und liebevollen Gestaltung der Charaktere werden die Jagged-Alliance-Spiele auch manchmal als „X-COM mit Persönlichkeit“ bezeichnet.

## Entwicklung
Schöpfer der Jagged-Alliance-Reihe war Ian Currie, zu diesem Zeitpunkt Hobbyentwickler und Mitarbeiter der kanadischen Eisenbahn. Currie hatte bereits 1990 ein Spiel namens Freakin’ Funky Fuzzballs über den in Ogdensburg ansässigen amerikanischen Entwickler und Publisher Sir-Tech veröffentlicht. So bot er Sir-Tech auch seinen Entwurf eines von Actionfilmen der 1980er beeinflussten Söldnerspiels an. Für die Entwicklung gründete Currie 1992 in Montreal sein eigenes Studio Madlab Games, das im Wesentlichen aus ihm, seinem Bekannten Shaun Lyng und dem Studenten Mohanned Mansour bestand. Sir-Tech entwickelte zur gleichen Zeit Pläne zum Aufbau eines eigenen Entwicklerstudios in der nicht weit von Ogdensburg gelegene kanadische Hauptstadt Ottawa. Currie wurde die Leitungsfunktion angeboten, weshalb Currie im November 1993 nach Ottawa zog und parallel zu den Entwicklungsarbeiten an Jagged Alliance mit Linda Sirotek, der Schwester der Sir-Tech-Gründer Robert und Norman Sirotek, das neue Studio aufbaute. Ian Currie und Linda Sirotek heirateten 1994. Jagged Alliance kam 1995 auf den Markt. Die ein Jahr später veröffentlichte Erweiterung Jagged Alliance – Deadly Games, die dieselbe Spiel-Engine verwendet, aber eine völlig unabhängige Geschichte erzählt, erschien als Projekt der Sir-Tech Kanada.
Der Nachfolger Jagged Alliance 2 wurde 1999 veröffentlicht. Vertrieben wurde das Spiel in Europa von TopWare Interactive. Auch zu diesem Teil gibt es eine Standalone-Erweiterung, die den Namen Jagged Alliance 2 – Unfinished Business trägt und im Jahr 2000 veröffentlicht wurde. Dieses Spiel war auch zugleich das letzte der Jagged-Alliance-Reihe, das von Sir-Tech produziert wurde, da die Softwarefirma 2001 wegen unzureichender Finanzierung Mitarbeiter zunächst entlassen musste und letztlich die Entwicklungstätigkeit einstellte. Jagged Alliance 2 wurde später von Tribsoft nach Linux portiert.
Die Rechte und ein Teil des Entwicklerteams wurden von der kanadischen Firma Strategy First übernommen. Diese brachte 2004 in den USA eine Spielmodifikation namens Jagged Alliance 2 – Wildfire auf den Markt. Eine überarbeitete deutsche Version dieser Modifikation wurde 2005 von der Firma Zuxxez veröffentlicht. Alle weiteren Versuche, die Reihe fortzuführen verliefen im Sande oder wurden als eigenständige Titel ohne Serienbezug veröffentlicht. 2009 wurden Jagged Alliance und Jagged Alliance 2 über Good Old Games als kaufbarer Download wiederveröffentlicht.
2010 erwarb der deutsche Publisher bitComposer Games die Markenrechte. Es erschienen eine Reihe wenig erfolgreicher Versuche, die Serie wiederzubeleben. Mit Jagged Alliance: Back in Action des deutschen Entwicklerstudios Coreplay wurde versucht, das Spielprinzip in ein Echtzeit-Kampfsystem mit Pausenfunktion zu übertragen. Das Spiel selbst war ein Remake von Jagged Alliance 2. 2015 erwarb THQ Nordic die Serienrechte von bitComposer Games.

## Spieletitel

### Jagged Alliance
Jagged Alliance ist der erste Teil der Reihe und im Jahr 1995 für MS-DOS erschienen. Schauplatz der Handlung ist die fiktive Insel Metavira. Dort wächst nach nuklearen Waffentests in der Vergangenheit eine neue, extrem seltene Baumart, die sogenannten Fallow-Bäume, deren wertvoller Saft zur Herstellung von Medikamenten verwendet wird. Die beiden Wissenschaftler Jack und Brenda Richards heuern den Spieler als Kommandanten einer Söldnertruppe an, um ihnen gegen ihren abtrünnigen Mitarbeiter Santino beizustehen. Dieser hat aus Geldgier mittlerweile fast ganz Metavira mit Waffengewalt unter seine Kontrolle gebracht. Der Auftrag der Söldner ist nun, die einzelnen Sektoren zurückzuerobern und einige spezielle Quests zu erfüllen. Durch die Bewirtschaftung der Fallow-Bäume in den eroberten Gebieten und die Veredelung des geernteten Saftes in Raffinerien erhält der Spieler Geldmittel, die er in bessere Söldner und neue Ausrüstungsgegenstände investieren kann. Des Weiteren ist die Ausbildung von Milizen erforderlich, um das eroberte Terrain zu schützen.
Das Spiel ist auch heute noch unter aktuellen Windows-Betriebssystemen lauffähig.

### Jagged Alliance – Deadly Games
Jagged Alliance – Deadly Games (DG) erschien 1996 für DOS und wird auch oft als Version 1.5 bezeichnet. So ist die Grafik die gleiche wie in Jagged Alliance (JA). Allerdings gibt es durchaus Weiterentwicklungen gegenüber dem Vorgänger; so ist es nun möglich, im Knien zu schießen (kniende Söldner standen in Jagged Alliance zum Schießen auf) und neben neuen Schusswaffen wurde der Mörser eingeführt, der auch durch ein zerstörtes Dach Personen innerhalb eines Gebäudes treffen kann, was die taktischen Möglichkeiten stark erweitert. Im Gegensatz zu JA muss man in DG allerdings keine ganze Insel erobern, sondern nacheinander einzelne Missionen erfüllen, die jeweils eine Karte sind. Für erfolgreich gelöste Missionen gibt es Geld, mit dem man zwischen den Missionen seine Söldnerteams und deren Ausrüstung zusammenstellt.
Besonders interessant an DG sind der Multiplayer-Modus über Netzwerk und der Karteneditor.

### Jagged Alliance 2
Jagged Alliance 2 (kurz: JA2) erschien 1999 für Windows und wurde später von Tribsoft auf Linux portiert. Die Fortsetzung spielt in einem kleinen Land namens Arulco. Deidranna Reitman herrscht dort als Diktatorin, nachdem sie ihren Ehemann Enrico Chivaldori, den rechtmäßigen Herrscher, töten lassen wollte. Dieser ist vor diesem Attentat ins Exil geflüchtet und agiert als Auftraggeber und Informant des Spielers. Um das Land zu befreien, heuert der Spieler erneut Söldner an und beginnt, das Land zurückzuerobern.
Im Vergleich zu Jagged Alliance wurde die Grafik verbessert. So sehen die Söldner jetzt auch in der taktischen Kartenansicht unterschiedlich aus. Auch die Landschaft ist abwechslungsreicher geworden. Es ist möglich, mit den Einwohnern Arulcos zu sprechen, mit ihnen zu handeln und teilweise sogar Einwohner für spezielle Aufgaben zu rekrutieren. Haupteinnahmequelle sind Minen in Städten, die zunächst erobert werden müssen. Spielziel ist, in Deidrannas Palast vorzudringen und sie zu exekutieren.
Jagged Alliance 2 gilt unter den Fans der Serie als der beste Teil. Drei Schwierigkeitsstufen, eine nicht-lineare Handlung und eine Vielzahl von Charakteren gewährleisten langen Spielspaß und hohe Wiederspielbarkeit.

### Jagged Alliance 2: Unfinished Business
Jagged Alliance 2: Unfinished Business (kurz JA-UB oder JA 2.5) ist die offizielle, allein lauffähige Erweiterung zu Jagged Alliance 2 und erschien im Dezember 2000. Man kann seine liebgewonnenen Söldner aus dem zweiten Teil von JA2 mit Hilfe eines im Spiel eingebauten Transformatierungsprogramm auf einen Spaziergang nach Tracona mitnehmen, einem Nachbarland des zuvor befreiten Arulco. Denn von dort aus will die entmachtete Firma Ricci Mining, die die Minen von Arulco vor Deidrannas Machtübernahme betrieben hat, mit Hilfe korrupter Militärs zurückerobern, indem sie damit drohen, Langstreckenraketen auf Arulco abzufeuern. Spielziel ist es, dies zu verhindern, indem man die Abschussbasis findet und vernichtet.
Die Söldner werden jetzt nicht mehr tage- oder wochenweise angeheuert, sondern man zahlt nur einmal einen Pauschalbetrag für das gesamte Spiel. Falls man einen alten JA2-Spielstand importiert, werden alle gesteigerten (und verringerten) Werte der AIM- und MERC-Söldner übernommen. Auf die früheren NPCs kann man nicht mehr zugreifen, dafür werden neue eingeführt. Einige Waffenneuheiten wie das Enfield oder das Calico und das schallgedämpfte SSG Val Silent sind ebenfalls hinzugekommen, neben den spitzen Regenschirmen, die MERC-Söldner bei Anheuerung standardmäßig im Inventar haben.
Dank des beigefügten Editors und der Möglichkeit, eigene Maps hinzuzufügen oder ganze Kampagnen zu entwerfen, entwickelten sich erste Mods zu JA2 und UB. Ein gutes Beispiel ist die Vietnamkampagne „SOG69“ und der JA2-Mod „1.13“.
Der größte Nachteil von Unfinished Business ist, dass das Spiel, anders als Jagged Alliance 2, sehr schnell durchzuspielen ist. Es gibt nun nur noch 20 Sektoren (anstatt 200 wie beim Vorgänger) und es gibt auch kaum Gegenangriffe und kleinere Zwischenaufgaben, die zu lösen sind.

### Jagged Alliance 2 – Gold Edition
Bei dieser Version wurden die Neuheiten von JA2-UB auf das Spiel JA2 portiert. Enthalten sind nun der „Ironman“-Modus (während eines Kampfes kann nicht gespeichert werden) und einige neue Tastenkombinationen. Das eigentliche Spiel wurde aber nicht verändert. Das eigenständige Spiel JA2-UB ist ebenso in dem Paket enthalten.
Strategy First kündigte im Juni 2005 zusammen mit Pocket PC Studios an, das Spiel auf den Nintendo DS portieren zu wollen. Tatsächlich ist diese Version nie erschienen.

### Jagged Alliance 2: Wildfire
Ursprünglich war Jagged Alliance 2: Wildfire nur eine Mod, die vom vor allem in der Jagged-Alliance-2-Community gut bekannten Serge „Wildfire“ Popov erschaffen worden war. In dieser Mod wurden alle Waffen, Landschaften, Strukturen, Gegner und deren KI stark verändert, um ein noch realistischeres Spielgefühl zu erreichen.
Strategy First brachte diese Erweiterung im März 2004 in der Version 5.0 in den USA auf den Markt. Der US-Version wurde der Quellcode beigelegt. Nachdem der russische Entwickler I-deal Games nach eigenen Angaben kein Geld von den insolventen Strategy First erhalten hatte, endete diese Zusammenarbeit. In Europa erschien Wildfire in der Version 6.0 über den deutschen Publisher Zuxxez, das Nachfolgeunternehmen von TopWare Interactive. Die deutsche Version 6.0 ist im April 2005 erschienen. In Wildfire 6.0 werden neue Söldner eingeführt (im Austausch gegen alte), der Spieler kann bis zu zehn Mitglieder (statt sechs) pro Team einteilen und die Auflösung wurde von 640×480 auf 1024×768 Bildpunkte angepasst. In der deutschen Version wurde der Quellcode des Spieles weggelassen.
Angesichts des Alters des Spiels und des Umfangs – es handelt sich lediglich um eine umfangreiche Überarbeitung des ansonsten unveränderten Spiels – stand der Verkaufspreis in der Kritik, auch weil Wildfire Instabilitäten brachte und zahlreiche Bugs enthielt. Jedoch wurden mit Hilfe des veröffentlichten Quelltexts einige Modifikation, Erweiterungen und Fehlerkorrekturen an JA2 vorgenommen.

#### JA2-Stracciatella

JA2-Stracciatella Logo

Im JA2-Stracciatella-Projekt ist das Ziel, eine bessere Plattformunabhängigkeit von JA2 zu erreichen, indem auf SDL als unterliegende Bibliothek portiert wurde. Dadurch wird JA2 für weitere Plattformen verfügbar, wie z. B. Android-Smartphones oder macOS. Des Weiteren ist JA2-Stracciatella auch als ein Inoffizielles-Patch-Projekt zu betrachten, da der zweite Fokus auf dem beheben von technischen Fehlern des originalen JA2 liegt (wie Pufferüberläufe) ohne die Spielmechanik oder das Balancing zu ändern. Letzter Beitrag des Projektinitators auf dem Entwicklungs-Repository war r7072 vom August 2010. Im März 2013 wurde das Projekt von einem anderen Entwickler wiederaufgegriffen und Unterstützung für Bildschirmauflösungen größer 800 × 600 eingeführt und weitere Korrekturen integriert. Seit März 2016 wird das Projekt auf Github fortgesetzt.

#### Jagged Alliance 2 1.13
Mit Hilfe des Wildfire-Quellcodes wurde durch die englischsprachige Community eine veränderte JA2 Version erstellt, die als 1.13 bezeichnet wird, in Anlehnung an die letzte offizielle Patch-Version 1.12. Voraussetzung ist das installierte Hauptspiel Jagged Alliance 2. In dieser wurde die KI verbessert, viele neue Waffen eingefügt und die Moddingfreundlichkeit erhöht. So wurden sehr viele ursprünglich in Binärdateien enthaltene Daten in XML-Dateien ausgelagert, so dass diese nun leichter abzuändern sind.
Die veraltete Technik wurde durch zusätzliche Auflösungen (800×600 und 1024×768) und Anhebung spielinterner Grenzen (Anzahl Gegenstände, Größe der Spielumgebung) stärker an die verfügbare Hardware angepasst. Das Interface wurde um weitere Funktionen erweitert. So ist es möglich, Milizen im Gefecht Befehle zu erteilen, die Waffe vor dem Schuss separat in den Anschlag zu nehmen und Gegenstände direkt im Sektorinventar zu verkaufen. Mithilfe der Speicherung der Daten in XML-Datenbanken, die mit einem eigens entwickelten Editor verwaltet werden können, wurde eine stark erweiterte Anzahl von Waffen und Gegenständen hinzugefügt, die nun realistischer zu handhaben sind. So müssen Repetiergewehre nach jedem Schuss manuell gespannt werden und Maschinengewehre benötigen mehr Vorbereitung vor dem Schuss als Pistolen. Es gibt diverse Munitionstypen von Durchbruchsschrot zum gewaltsamen Öffnen von verschlossenen Türen über Leuchtspur- und Präzisionsmunition bis zu hochspezialisierter Splittermunition zur Bekämpfung von Weichzielen. Es wurden zusätzliche Inhalte eingeführt wie starker Regen, der das Spiel durch schlechte Sichtverhältnisse und unberechenbares Blitzverhalten taktisch bereichert.
Das 1.13-Projekt verändert in seiner Funktion als Grundlage für weitere Modifikationen hauptsächlich die Technik hinter dem Spiel und erleichtert das allgemeine Gameplay. Es wurden somit keine neuen Karten, Charaktere oder Quests implementiert. Auf Basis der 1.13-Plattform sind und werden von Fans des Spiels bereits dutzende Modifikationen erstellt, die die in 1.13 begonnene tiefgreifende Veränderung des Spiels weiterführen.

### Jagged Alliance 3D
Ein eigentlich unter dem Titel Jagged Alliance 3D geplanter Nachfolger wurde zunächst mehrfach verschoben, in Jazz: Hired Guns umbenannt und letztlich unter anderem Namen Hired Guns: The Jagged Edge im März 2008 veröffentlicht.

### Jagged Alliance: Back in Action

Logo von Back in Action

Jagged Alliance: Back in Action wurde vom deutschen Entwicklerstudio Coreplay im Auftrag des Rechteinhabers bitComposer Games entwickelt und erschien nach Verzögerungen am 9. Februar 2012. Es handelt sich um ein Remake von Jagged Alliance 2, das das Spielprinzip und die Handlung in eine 3D-Grafik und ein pausierbares Echtzeitkampfsystem transferiert. Statt rundenbasierter Züge kann der Spieler im sogenannten „Plan & Go“ den Spielverlauf anhalten und ganze Befehlsketten für jede einzelne Figur erstellen, die dann nach Aufhebung der Pause von den Söldner ausgeführt werden. Die Handlung der Kampagne blieb dagegen weitgehend unverändert, lediglich der Science-Fiction-Modus des ursprünglichen Spiels wurde nicht übernommen. Das Spiel wurde mit einigen Patches funktionserweitert. 2014 erschien eine Portierung des Spiels für macOS und Linux, für die das Spiel auf die Unity-Engine migriert wurde.

### Jagged Alliance: Crossfire

Logo von Crossfire

Crossfire ist ein eigenständig lauffähiges Add-on zu Back in Action mit einer rund zehn bis 15 Stunden umfassende Kampagne. Die ebenfalls von Coreplay entwickelte Erweiterung erschien am 24. August 2012 und bietet neben weiteren Inhalten ein „asiatisch angehauchtes Setting“. Das fiktive Land Khanpaa leidet unter den Angriffen einer Söldnerarmee und der Spieler soll mit einer eigenen Truppe diese Attacken beenden. Spielerisch ergeben sich keine Unterschiede zum Hauptteil, lediglich die Zahl und das Verhalten der Gegner wurde überarbeitet, um den Schwierigkeitsgrad zu erhöhen.

### Jagged Alliance Online
Für 2011 hatten bitComposer Games und Gamigo die Veröffentlichung von Jagged Alliance als Browserspiel angekündigt. Das Spiel wurde von Cliffhanger Productions entwickelt. Die Veröffentlichung erfolgte 2013 als Free-to-play-Titel. 2015 erwarb der Entwickler die Rechte am Spiel und veröffentlichte es neu kostenpflichtig auf Steam als Jagged Alliance Online: Reloaded, wobei die Free-to-Play-Mechaniken entfernt wurden. Ende 2018 wurden die Server von Jagged Alliance Online geschlossen und der Betrieb des Spiels eingestellt.

### Jagged Alliance: Flashback
Im April 2013 hat das dänische Entwicklerstudio Full Control die Lizenzen von Jagged Alliance erworben und ein neues Jagged Alliance mit dem Namen Flashback angekündigt. Für die Finanzierung des Projektes wurde eine Crowdfunding-Kampagne auf der Plattform Kickstarter initiiert, mit der ein Betrag von 368.614 US-Dollar eingesammelt wurde. Das Konzept von rundenbasierten Kämpfen wurde beibehalten. Rund 50 % der ehemaligen Figuren wurden aus Jagged Alliance 2 übernommen. Die Story spielt in den 1980er-Jahren. Mit Hilfe einer Söldnergruppe soll der Spieler den Diktator der Inselgruppe stürzen. Nach einer längeren Early-Access-Phase erschien der Titel am 21. Oktober 2014.

### Jagged Alliance: Rage
THQ Nordic veröffentlichte 2018 über seine Tochter HandyGames das ebenfalls von Cliffhanger Productions entwickelte Jagged Alliance: Rage. Es wurde als Serienableger mit geringerem Umfang wie die Hauptreihe vermarktet, stattdessen sollten einige wenige aus JA 1 und JA 2 bekannte Söldner im Vordergrund stehen. Das an die Filmreihe The Expendables erinnernde Spiel zeigt die Söldner Dr. Q Huaong, Iwan, Shadow, Raven, Vicki und Grunty als alternde Veteranen, die mittlerweile unter zahlreichen Problemen wie Alkoholismus oder Bluthochdruck leiden und diverse Einschränkungen hinnehmen müssen. Auf einer Tropeninsel, die von Deidrannas ehemaligen Vasallen Elliott als Drogenbaron beherrscht treten die Kämpfer zum Befreiungskampf an. Der Namensgebende Rage-Modus lädt sich mit jedem erfolgten Treffer auf und gibt dem Spieler bei voller Ladung die Möglichkeit für Spezialaktionen.

### Jagged Alliance 3
Jagged Alliance 3 wurde von Haemimont Games entwickelt und erschien am 14. Juli 2023. Es wurde durch den Publisher THQ Nordic veröffentlicht. Serienbegründer Ian Currie begleitete die Entwicklung.

## Roman
- Jagged Alliance: Schattierungen von Rot von I. M. Wong, 2012, Panini Verlag, ISBN 978-3-8332-2499-7